# Кемцуров, Муслимбек Гаджиевич
Муслимбек Гаджиевич Кемцуров (25 мая 1953, с. Канасираги, Сергокалинский район, Дагестанская АССР, РСФСР — 24 апреля 2015) — советский и российский дагестанский актёр театра и кино, театральный режиссёр. Заслуженный артист Российской Федерации и Народный артист Республики Дагестан.

## Биография
В 1977 г. окончил Ленинградский государственный институт театра, музыки и кинематографии (по классу Аркадия Карцана и Георгий Товстоногов.
С 1977 г. работал в Даргинском государственном музыкально-драматическом театре им. О. Батыра, на сцене которого сыграл более восьмидесяти ролей.
Ведущие роли: Герострат («Забыть Герострата» — Г. Горина), Кочкарев («Женитьба» — Н. В. Гоголя), Кузьма Тудышкин («Святой и грешный» — М. Варфоломеева), Ломов («Шутки» — А. П. Чехова), Лука («Шутки» — А. П. Чехова), Рабурден («Наследники Рабурдена» — Э. Золя), Светловидов («Шутки» — А. П. Чехова), Хирин («Шутки» — А. П. Чехова), Щена («Псы» — Н. Хаитова).
Снимался в фильме «Хочбар».
Заслуженный артист РФ (2014), Народный артист Республики Дагестан (2010), Заслуженный артист Дагестанской АССР (1989).